# Kokiche Col
Der Kokiche Col (englisch; bulgarisch седловина Кокиче sedlowina Kokitsche) ist ein vereister und über 800 m hoher und 650 m langer Bergsattel auf der Trinity-Halbinsel im Norden des Grahamlands auf der Antarktischen Halbinsel. Er verbindet 3,5 km nördlich des Bendida Peak, 12,15 km östlich bis nördlich des Poynter Hill, 5 km südlich bis östlich des Tinsel Dome und 7,79 km südwestlich des Zlatolist Hill die Aureole Hills im Nordwesten mit dem Detroit-Plateau im Südosten.
Deutsche und britische Wissenschaftler kartierten ihn 1996 gemeinsam. Die bulgarische Kommission für Antarktische Geographische Namen benannte ihn 2010 nach der Ortschaft Kokitsche im Süden Bulgariens.